# Ju Wenjun
Ne doit pas être confondu avec Wu Wenjun.
Pour les articles homonymes, voir Wenjun et Ju.
Dans ce nom chinois, le nom de famille, Ju, précède le nom personnel.
Ju Wenjun, en chinois 居文君, née le 31 janvier 1991 est une joueuse d'échecs chinoise. Grand maître international féminin en 2009 et grand maître international (mixte) en 2014, elle remporte le championnat du monde féminin à cinq reprises depuis 2018.
Au 1er mai 2025, elle est la 2e joueuse mondiale et la 2e joueuse chinoise avec un classement Elo de 2 580 points.

## Carrière
Ju commence à apprendre à jouer aux échecs à l'âge de sept ans.
Ju Wenjun remporte, en 2010 avec 8/11 et en 2014 avec 8.5/11 (+7, -1, =3), le championnat d'échecs de Chine féminin.
Elle joue pour l'équipe nationale féminine de Chine depuis 2008. Son équipe remporte la médaille d'or à la 42e Olympiade d'échecs en 2016, le Championnat du monde d'échecs par équipes féminin en 2009 et 2011, la Coupe d'échecs des nations asiatiques féminines en 2012, 2014 et 2016, la médaille d'or à l'Olympiade de 2018 et aux Jeux asiatiques de 2010. Elle joue pour le club d'échecs de Shanghai dans la China Chess League (CCL).
En 2013, elle remporte la médaille d'argent avec l'équipe de Shanghai au championnat d'échecs des villes asiatiques à Dubaï.
En 2014, elle participe à l'Olympiade d'échecs de 2014 à Tromsø dans l'équipe de Chine qui termine 2e. Elle y gagne la médaille de bronze individuelle du deuxième échiquier.
En 2016, Ju Wenjun remporte le cycle 2015-2016 du Grand Prix FIDE féminin, grâce à ses victoires aux tournois de Téhéran (février 2016) et Khanty-Mansiïsk (novembre 2016) et sa troisième place au tournoi de Chengdu (juillet 2016).
En décembre 2017, lors du Championnat du monde d'échecs de parties rapides à Riyad, elle remporte la médaille d'or en parties rapides et la médaille de bronze en blitz.

## Championnats du monde féminins
Elle devient championne du monde féminin en mai 2018 après avoir battu sa compatriote Tan Zhongyi.
Elle conserve son titre en novembre 2018, en janvier 2020 (match contre la Russe Aleksandra Goriatchkina), en juillet 2023 (match contre Lei Tingjie) puis en avril 2025 (match contre Tan Zhongyi).
| Année           | Lieu                    | Résultat                         | Ultime adversaire                                                | Adversaires battues                                                                                    |
| --------------- | ----------------------- | -------------------------------- | ---------------------------------------------------------------- | --- |
| 2006            | Iekaterinbourg, Russie  | troisième tour                   | Maïa Tchibourdanidzé                                             | Monika Soćko, Nana Dzagnidzé                                                                           |
| 2008            | Naltchik, Russie        | deuxième tour                    | Antoaneta Stefanova                                              | Nataša Bojković                                                                                        |
| 2010            | Hatay, Turquie          | quart de finale (quatrième tour) | Humpy Koneru                                                     | Arianne Caoili, Baïra Kovanova, Anna Mouzytchouk                                                       |
| 2012            | Khanty-Mansiïsk, Russie | demi-finaliste                   | Anna Ushenina                                                    | Atousa Pourkashiyan, Anna Zatonskih Natalia Joukova, Huang Qian                                        |
| 2015            | Sotchi                  | deuxième tour                    | Natalia Pogonina                                                 | Shrook Wafa                                                                                            |
| 2017            | Téhéran                 | quart de finale (quatrième tour) | Tan Zhongyi                                                      | Nancy Lane, Zhu Chen Olga Guiria                                                                       |
| 2018 (mai)      | Shanghai et Chongqing   | victoire                         | Ju Wenjun bat Tan Zhongyi 5,5 à 4,5                              | Ju Wenjun bat Tan Zhongyi 5,5 à 4,5                                                                    |
| 2018 (novembre) | Khanty-Mansiïsk         | victoire                         | Kateryna Lagno                                                   | Kathryn Hardegen, Irina Krush, Zhai Mo, Gulrukhbegim Tokhirjonova Alexandra Kosteniouk, Kateryna Lagno |
| 2020            | Shanghai et Vladivostok | victoire                         | Ju Wenjun bat Aleksandra Goriatchkina 8,5 à 7,5 après départages | Ju Wenjun bat Aleksandra Goriatchkina 8,5 à 7,5 après départages                                       |
| 2023            | Chongqing et Shanghai   | victoire                         | Ju Wenjun bat Lei Tingjie 6,5 à 5,5                              | Ju Wenjun bat Lei Tingjie 6,5 à 5,5                                                                    |
| 2025            | Chongqing et Shanghai   | victoire                         | Ju Wenjun bat Tan Zhongyi 6,5 à 2,5                              | Ju Wenjun bat Tan Zhongyi 6,5 à 2,5                                                                    |

## Coupes du monde féminines
| Année | Lieu   | Résultat                                                               | Ultime adversaire                                                      | Adversaires battues                                                    |
| ----- | ------ | ---------------------------------------------------------------------- | ---------------------------------------------------------------------- | ---------------------------------------------------------------------- |
| 2021  | Sotchi | Ju Wenjun est absente de la première coupe du monde féminine d'échecs. | Ju Wenjun est absente de la première coupe du monde féminine d'échecs. | Ju Wenjun est absente de la première coupe du monde féminine d'échecs. |
| 2023  | Bakou  | huitième de finale                                                     | Elisabeth Pähtz                                                        | Eva Repková, Ulviyya Fataliyeva                                        |

## Vie personnelle
Ju est diplômée de l'Université de finance et d'économie de Shanghai en 2015.